# Panoramagebouw (Amsterdam)
Het Panoramagebouw aan de Plantage Middenlaan in Amsterdam werd in december 1880 geopend en was een panorama waar panoramaschilderijen te bezichtigen waren. De laatste panoramaschildering was te bezichtigen tot 1 oktober 1928. Hierna stond het pand leeg tot het uiteindelijk op 15 oktober 1935 werd gesloopt.

## Geschiedenis
Het eerste panorama van Amsterdam stond voor de Oude Schouwburg bij de Leidsepoort en het Leidseplein. Dit panorama was een tent waar de schilderingen zich in bevonden.
Het Panorama was in 1877 een initiatief van Amsterdamse ondernemers, ze gaven de prominente Amsterdamse architect I. Gosschalk de opdracht voor het vaste stenen gebouw. Het gebouw verrees aan de Plantage Middenlaan, tegenover de dierentuin Artis. De ondernemers rekenden op zo'n honderdduizend bezoekers per jaar; voor de bouw en de exploitatie was een kwart miljoen gulden nodig. Het Panorama had een vloeroppervlak van 1600 vierkante meter, de centrale ruimte had de vorm van een cilinder met een diameter van 40 meter, het publiek stond op een rond platform in het middelpunt. Daaromheen was Het beleg van Haarlem in 1572 uitgebeeld, geschilderd door Pierre Tétar van Elven bijgestaan door zijn vader Jan Baptist Tétar van Elven.
De voorstelling bestond uit een groot panoramisch schilderwerk langs de wand en een kunstmatig landschap tussen de toeschouwers en het schilderij, een vorm van presentatie die ook bij het Panorama Mesdag werd gebruikt. Het beleg van Haarlem liet de stadswal van Haarlem zien waar Kenau Simonsdochter Hasselaer de vijand bestormde, en daaromheen het panorama van de wijde omgeving: Kennemerland, het Haarlemmermeer waarop watergeuzen met Spanjaarden vochten en in de verte Amsterdam. Tussen het platform en het panorama waren 'echte' legertenten, gebouwtjes, wapens en bosjes gearrangeerd, de bezoekers stonden virtueel in het Spaanse hoofdkwartier. Het concept voor deze voorstelling was ontleend aan het panorama Het beleg van Parijs, dat in een gebouw aan de Champs-Elysées in Parijs werd vertoond en heel veel publiek trok.
Naast de grote zaal had het Panoramagebouw een diorama. Bezoekers werden door een donkere gang geleid, zodat hun ogen aan weinig licht konden wennen. Daarna kwamen ze in een ruimte waar ze op een transparante achtergrond de geschilderde ruïne van Brederode zagen. De verlichting achter deze presentatie creëerde 'een oogverblindende verte'.
Het voorgebouw diende in de eerste jaren na de opening ook voor tijdelijke tentoonstellingen van eigentijdse schilderkunst. In de centrale ruimte werden in de loop der jaren nieuwe panorama's gepresenteerd, om het bezoek weer een impuls te geven. Het oorspronkelijke panorama Het beleg van Haarlem werd vervangen door De verwoesting van Pompeji, dat vervolgens tot eind 1928 werd opgevolgd door de panorama's Nova Zembla, Jeruzalem en De intocht van Jezus.